# Pons Aelius

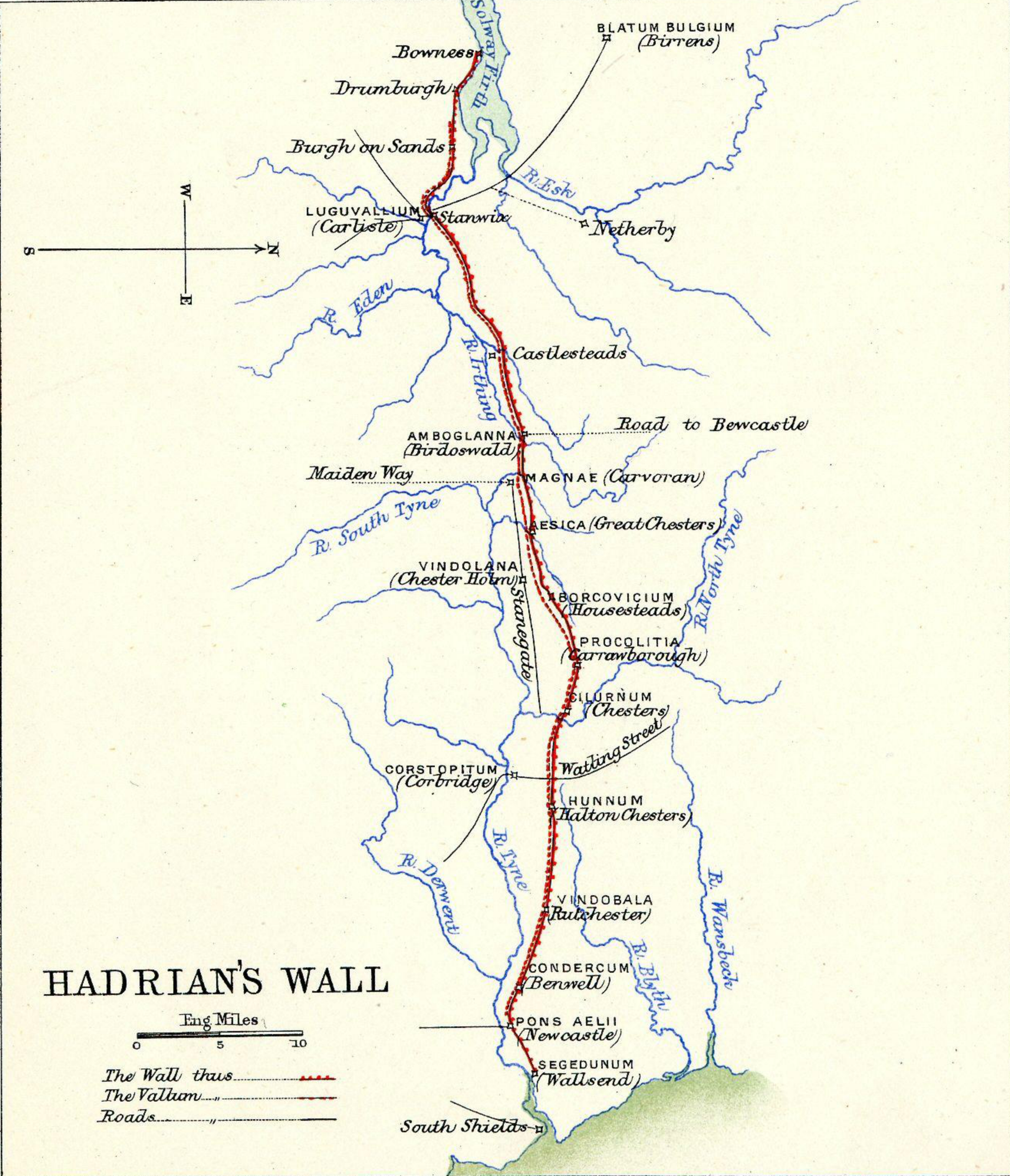
Pons Aelius, předposlední pevnost na východním konci Hadriánova valu

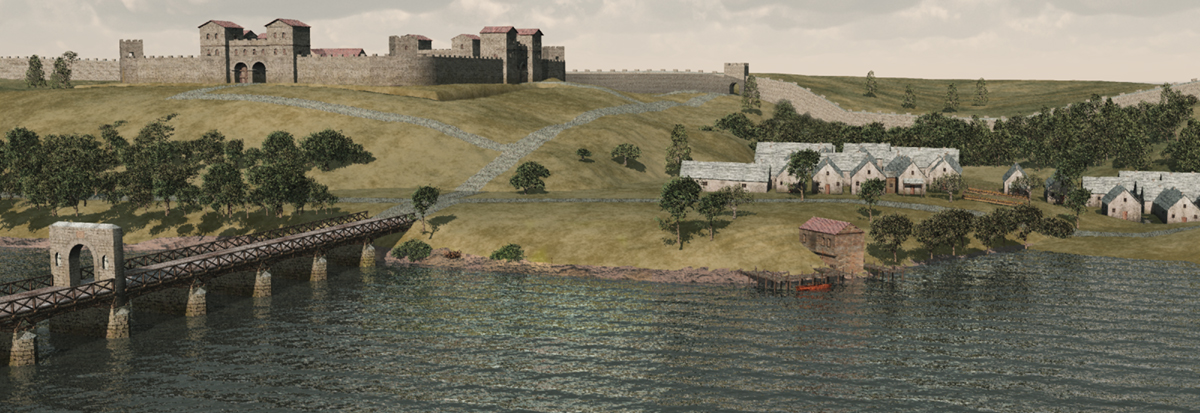
Umělecká představa o této pevnosti a jejím okolí, pohled z jihovýchodu

Pons Aelius nebo také římská pevnost Newcastle byl podpůrný vojenský tábor (castrum) a římské městečko u Hadriánova valu v římské provincii Britannia Inferior (severní Anglie). Pevnost ležela na severním břehu řeky Tyne blízko centra dnešního města Newcastle upon Tyne a posádka v ní sídlila od 2. do 4. století.

## Dějiny

### Počátky valu a pevnosti, název

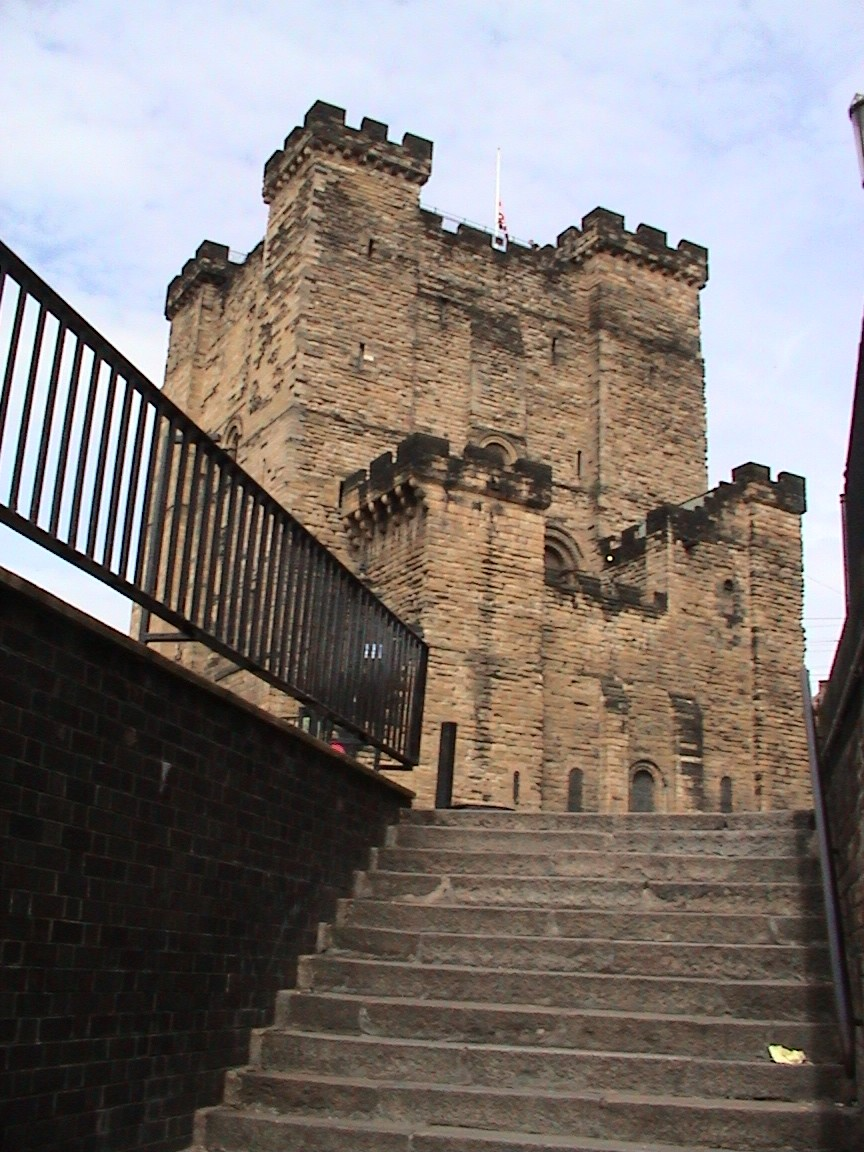
Hrad ve městě Newcastle v roce 2005

Pons Aelius byla pevnost a římské město na původním východním konci Hadriánova valu, na místě, kde ve městě Newcastle upon Tyne stojí hrad. Latinský název pevnosti znamená Aeliův most a je z doby, kdy císař Hadrián, který pocházel z rodu Aeliů, v roce 122 navštívil Británii a jako první usoudil, že bude nutné na hranici postavit val a most.

### Popis pevnosti
Pevnost se pravděpodobně rozkládala na ploše 6 200 metrů čtverečních, byla tedy na římské poměry malá. Protože Pons Aelius byla pevnost na valu, s velkou pravděpodobností od ní vedla vojenská silnice, která pevnosti valu a mílové hrady (milecastles) spojovala.
Most a pevnost byly postaveny na severním konci tzv. Cadeovy silnice, která pravděpodobně vedla z Brough (East Riding of Yorkshire), do Eboraca (York) a pevnosti Concangis (Chester-le-Street). Ačkoli pevnost měla původně tvořit východní konec valu, zanedlouho byl prodloužen až po pevnost Segedunum (Wallsend). Existují důkazy o tom, že pevnost později postavili z kamene, pravděpodobně za panování císaře Septimia Severa (vládl 193–211).
O pevnosti se nachází zmínka v Notitia Dignitatum ve 4. a 5. století; jde přitom o jediný známý literární odkaz.

### Most nazvaný po římském císaři

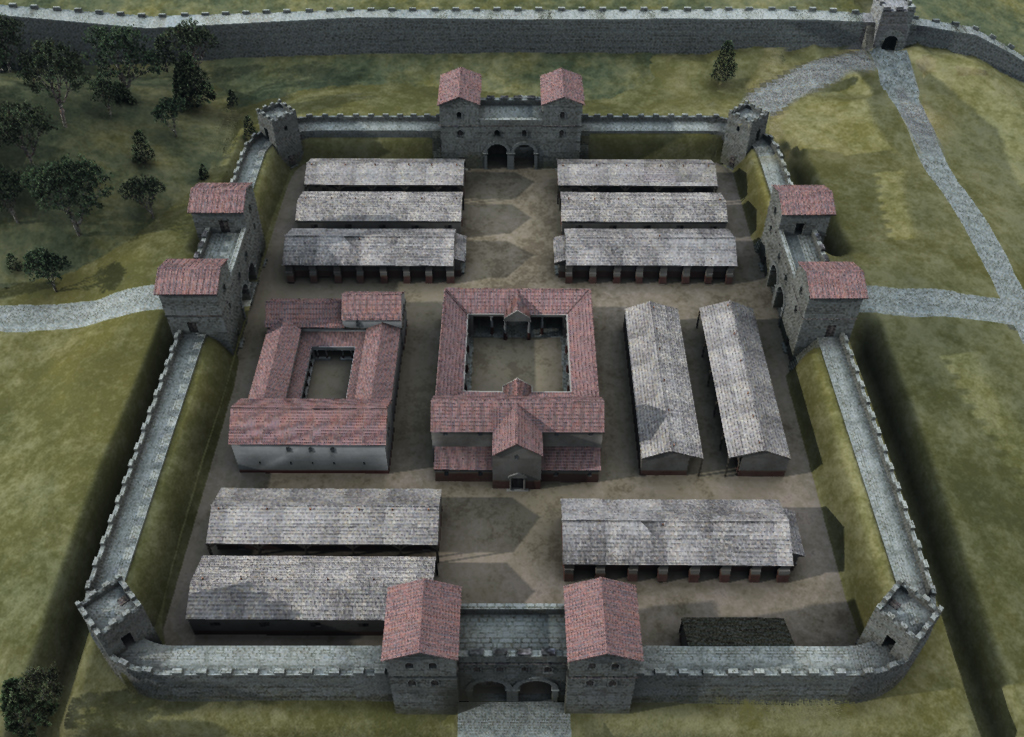
Umělecká představa o podobě pevnosti Pons Aelius

Most v této lokalitě je jediný mimo Řím, o němž se ví, že byl pojmenován po římském císaři. Most stejného jména postavili přibližně v roce 134 na příkaz císaře Hadriána v Římě; jeho název v moderní době zní Andělský most.
Pro pevnost zvolili toto místo, aby střežila přechod přes řeku. Další tábor, ten, který leží nejblíž, se jmenuje Condercum (je v Benwellu). Strategická pozice pevnosti Pons Aelius umožňovala výhled do okolí a usnadňovala obranu severního předmostí.
Navzdory mostu Pons Aelius nepatřil na severu k důležitým římským osadám či městům. K nejvýznamnějším se řadila ta na silnici Dere Street, která vedla z Eboraca (Yorku) přes Hadriánův val na území od valu na sever. I Corstopitum (Corbridge), velké vojenské a zásobovací centrum, bylo mnohem větší a lidnatější než Pons Aelius. Počet obyvatel tehdejšího města se odhaduje na zhruba 2 000.

### Pevnost po odchodu Římanů
Pevnost byla opuštěna přibližně v roce 400 a později se na tom místě usadili Anglosasové. Při vykopávkách v 70. až 90. letech 20. století bylo objeveno více než 600 anglosaských hrobů. Na anglosaský hřbitov se pohřbívalo od 8. do poloviny 12. století.

## Archeologické nálezy

### Pod hradem
Značná část pevnosti leží pod středověkým hradem. Vykopávky zatím téměř neprobíhaly a pozůstatky ze starověku není vidět, protože na území pevnosti stojí hrad a budovy v centru města. Praetorium, principia a dvě sýpky se však nacházely v blízkosti hradu a jejich obrysy jsou vyznačeny kameny. Pozůstatky původního mílového hradu se našly za Uměleckým centrem, hned u silnice A186 Westgate. Kudy přesně Hadriánův val v blízkosti pevnosti vedl, zatím není známo, ani to, zda byly zdi pevnosti s valem přímo spojeny.

### V řece Tyne
Vykopávky kolem hradu a v řečišti Tyne přinesly nálezy typické pro římské tábory. Patří k nim střepy nádob, rytiny, sedm oltářních kamenů, jedenáct nápisů na zdech budov (jeden pravděpodobně zaznamenává obnovu lázní, které ležely mimo pevnost) a později byl objeven kámen z roku 213 zasvěcený římské císařovně Julii Domně. Tuto sbírku vystavuje muzeum Great North Museum: Hancock.

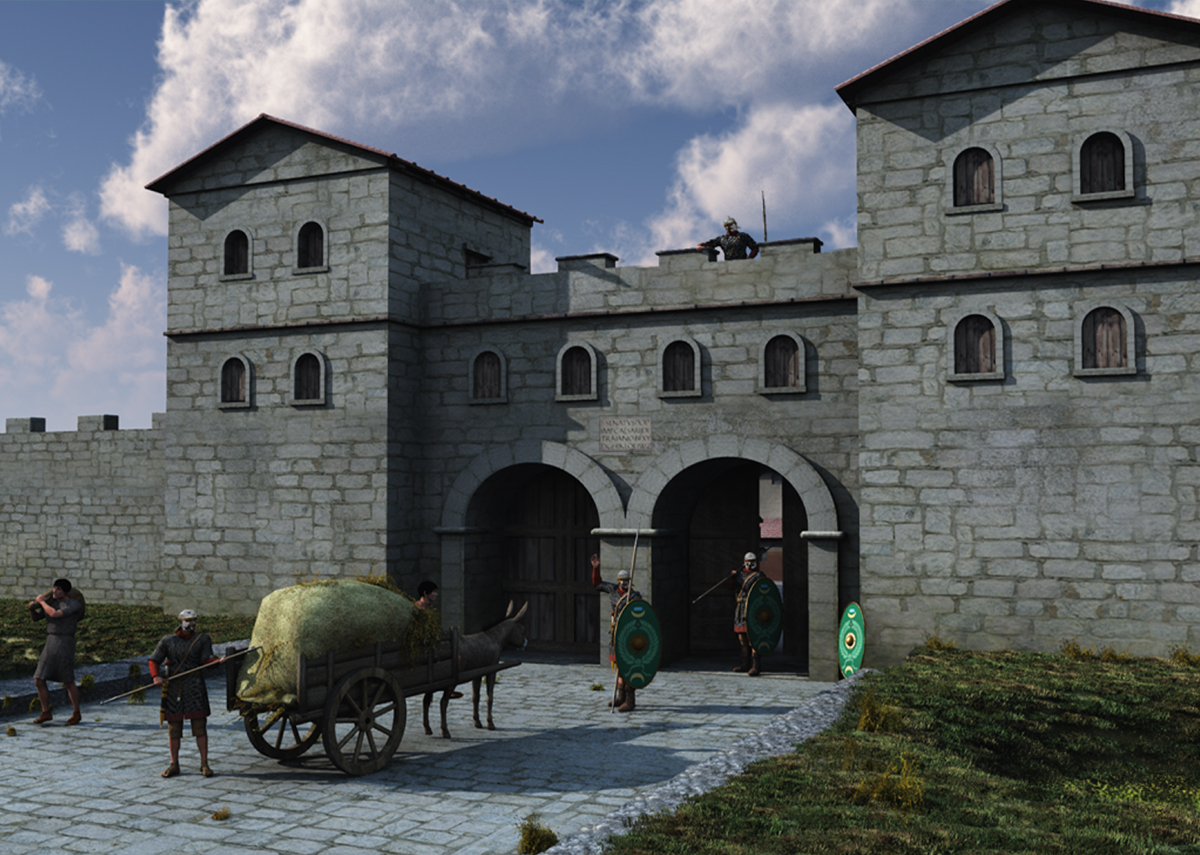
Možná podoba brány pevnosti Pons Aelius

Kameny oltáře a nápisy ukazují, že tam uctívali mimo jiné Jupitera (dva oltářní kameny) a Silvana. Byly nalezeny také oltáře bohů spojených s vodou (Neptun a Okeanos), nejspíš kvůli poloze pevnosti v blízkosti řeky.

### Most
Část mostu byla zřejmě objevena v roce 1872 během stavby mostu Swing Bridge přes řeku Tyne. Šlo o dva podpěrné pilíře a pouze o dvě přístaviště. Délka římského mostu od břehu k břehu se odhaduje na 234 metry.
Objevené nápisy pravděpodobně zdobily most. Dva oltářní kameny vytažené z říčního bahna se dochovaly v pozoruhodně dobrém stavu, což vedlo některé vědce k názoru, že mohly být při nějakém obřadu slavnostně z mostu shozeny do vody.
Dva vzácné kamenné sarkofágy, které byly odkryty na místě bývalé kaple, patrně patřily členům bohaté a mocné rodiny z pevnosti Pons Aelius. U těla bohatého Římana byla nalezena stříbrná vlásenka.

## Posádka
Podle nápisu na oltářních kamenech zde pravděpodobně působila odloučená jednotka legie Legio VI Victrix (Šestá "Vítězná" legie), i když zřejmě zodpovídala pouze za stavbu nebo přestavbu pevnosti z kamene. (Dřevěnou pevnost vystřídala kamenná v roce 211.)
Další nápis zaznamenal posílení šesté legie (a dalších dvou britských legií II Augusta a XX Valeria) vojáky z německých provincií. K doplnění stavu vojsk v Británii došlo po ztrátách kolem roku 150, kdy se vzbouřily kmeny na severu.
Nápis zmiňující matku císaře Hadriána, Domitii Paulinu, dokládá přítomnost kohort Ulpia Traiana Cugernorum civium Romanorum v pevnosti Pons Aelius na počátku 3. století.
Notitia Dignitatum zaznamenává Cohors I Cornoviorum v pevnosti na počátku 5. století. Vojáci pocházeli z britského kmene, který obýval pozdější hrabství Cheshire a Shropshire, a byla to jediná domorodá britská jednotka, o níž se ví, že hájila Hadriánův val.
Na jižní straně Hannoverského náměstí v Newcastlu byla nalezena kamenná tabulka s nápisem, že tam pracovala kohorta Cohors I Thracum, ale není pravděpodobné, že by tam tato jednotka sídlila trvale.